# Prudencio de Sopelana
Prudencio de Sopelana y de Lecanda (Tertanga, 8 de abril de 1800-Bilbao, 27 de junio de 1866) fue un militar español.

## Biografía
Empezó en Valladolid la carrera de Derecho, pero en 1822, estallada la guerra realista, sentó plaza como soldado distinguido en el batallón de voluntarios realistas, 1. ° de Álava, peleando en las acciones de Lemona, Durango, Mondragón, Andia, Barásoain, Estella, Maeztu, Salvatierra, Burmida y Logroño, terminando aquella campaña con el grado de capitán. Sirvió después en los regimientos de infantería 1.º de línea y 2.º de ligeros, obteniendo la Cruz de Fidelidad Militar.
Al morir Fernando VII, pidió la licencia absoluta e ingresó en el ejército carlista, tomando parte en la acción de Villafranca de Montes de Oca, en donde protegió y cubrió la retirada del general Merino.
Siendo ya coronel, organizó en Álava una brigada, con la cual venció en Argudín al coronel isabelino Vara del Rey y asistió a las acciones de Valpuesta, Sopuerta y Viana y figuró en la expedición de Sanz, hallándose en el combate de Villarcayo y en la sorpresa de Sigüenza. En el puente de Arguijas ganó la cruz de San Fernando, y asistió después a las acciones de Treviño, Villafranca y Descarga, a la toma del fuerte de Ochandiano, a la batalla de Mendigorría y a la victoria de Arrigorriaga, que le valió su faja de brigadier.
Sustituyó a Villarreal en el mando en jefe del ejército carlista del Norte, distinguiéndose en el último sitio de Bilbao, en la defensa de Castrejana y en la batalla de Luchana. En la victoria carlista de Oriamendi, Don Carlos le ciñó personalmente la faja de mariscal de campo.
Cuando la expedición de Don Carlos por Aragón, Cataluña, el Maestrazgo y Castilla, Sopelana se distinguió en las batallas de Huesca, Barbastro, en el paso del Cinca y en los combates de Guisona, Sampedor, Chiva y Rubielos. El 24 de agosto de 1837, en Santa Cruz de Nogueras, luchó contra las fuerzas del general isabelino Buerens, triplicadas en número, a las que arrolló y venció, después de sangriento combate, haciéndoles 1500 prisioneros. Peleó después en Aranzueque, Brihuega y Retuerto, en donde fue gravemente herido.
En 1838 combatió en Mena, Valmaseda y Peñacerrada. Por razón de la herida tuvo que dimitir la Comandancia general de las fuerzas carlistas de Álava y fue nombrado vocal de la Junta Consultiva del Ministerio de la Guerra de Don Carlos, a quien acompañó a Francia al final de la campaña.
En 1849 se acogió al indulto de Isabel II y regresó a España. Le fue revalidado su empleo de mariscal de campo, así como la gran cruz de Isabel la Católica y las cruces de primera, tercera y cuarta clase de San Fernando, que había obtenido peleando por la causa carlista. Durante la década de 1850 estuvo en situación de cuartel en las Provincias Vascongadas.